# Povilas Vaitonis
Povilas (Paul) Vaitonis (* 15. August 1911 in Užpaliai bei Utena, Russisches Kaiserreich, heute Litauen; † 23. April 1983 in Hamilton, Kanada) war ein litauisch-kanadischer Schachspieler. 

## Leben
Vaitonis wuchs in der Familie des Bauern in der heutigen Rajongemeinde Utena auf. Ab dem 5. Lebensjahr spielte er Schach. Nach dem Abschluss der Schule studierte er an der Fakultät für Geisteswissenschaften der Vytautas-Magnus-Universität in Kaunas. 1931 wurde er Universitätsmeister im Schach und 1932 Meister von Kaunas. Danach studierte er Rechtswissenschaft an der Universität Vilnius.
1943/1944 emigrierte er nach Schweden. Hier traf er seine Frau Magdalena. Ab 1949 lebte er in Kanada, dessen Meisterschaft er 1951 und 1957 gewann. 1952 wurde er Internationaler Meister, im selben Jahr nahm er am Interzonenturnier Saltsjöbaden teil. Mit der litauischen Mannschaft nahm er an den Schacholympiaden 1933, 1935, 1937 und 1939 sowie an der inoffiziellen Schacholympiade Schach-Olympia 1936 teil, der kanadischen Nationalmannschaft gehörte er bei den Schacholympiaden 1954 und 1958 an.

## Familie
Vaitonis war verheiratet. Mit seiner Frau Magdalena Martinkutė hatte er die Kinder Danutė (Donna), Vida, Nijolė, Rūta, Džina (Gina), Algis.